# Combined Cipher Machine
Die Combined Cipher Machine (auch Combined Cypher Machine oder Combined Coding Machine, kurz CCM, deutsch „Gemeinsame Schlüsselmaschine“) war eine Rotor-Schlüsselmaschine, die im Zweiten Weltkrieg von den britischen und amerikanischen Streitkräften zum geheimen Nachrichtenaustausch untereinander eingesetzt wurde. Hierzu wurden auf britischer und amerikanischer Seite die jeweils vorhandenen Maschinen TypeX beziehungsweise SIGABA genutzt und entsprechend modifiziert, so dass sie untereinander kompatibel wurden.

## Geschichte
Kurz nachdem die Amerikaner durch den japanischen Angriff auf Pearl Harbor am 7. Dezember 1941 in den Zweiten Weltkrieg hineingezogen worden waren, demonstrierten ihnen ihre britischen Alliierten ihre wichtigste Schlüsselmaschine, die TypeX. Umgekehrt zögerten die Amerikaner, den Briten ihre SIGABA (auch genannt Electric Code Machine Mark II, kurz ECM Mark II) zu offenbaren. Trotz allem gab es den dringenden Bedarf nach sicherer Kommunikation untereinander und unter Federführung der US Navy wurde die Entwicklung einer „Gemeinsamen Schlüsselmaschine“, genannt Combined Cipher Machine ins Leben gerufen.

## Einsatz

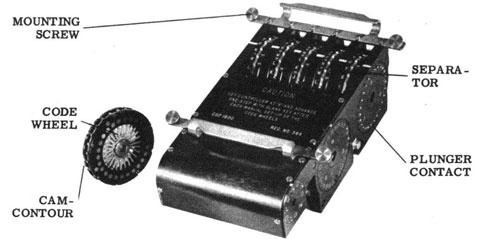
Durch den Adapter CSP 1600 wurde aus der amerikanischen SIGABA eine CCM

Das Entwicklungsprojekt wurde im Oktober 1942 abgeschlossen und die Fertigung der CCM begann im Dezember des Jahres in den USA. Man hatte sich entschieden, die auf beiden Seiten bereits vorhandenen Maschinen weiter zu nutzen und sie mithilfe speziell entwickelter passender Adapter miteinander kompatibel zu gestalten. Hierzu wurde sowohl für die britische TypeX als auch für die amerikanische SIGABA ein geeigneter Adapter gebaut.
Der Adapter (Bild), der die amerikanische Maschine in eine CCM verwandelte, wurde von der Navy als CSP 1600 bezeichnet, während die US Army ihn ASAM 5 nannte. Dieser alternative Walzensatz ersetzte den ursprünglichen Walzensatz und ließ sich aufgrund des modularen Konzepts auch vor Ort einfach austauschen, so dass eine reguläre SIGABA schnell in eine CCM umgewandelt werden konnte. Entsprechend modifizierte Maschinen wurden von den Amerikanern auch ihren kanadischen und britischen Verbündeten als CCM Mark II zur Verfügung gestellt.

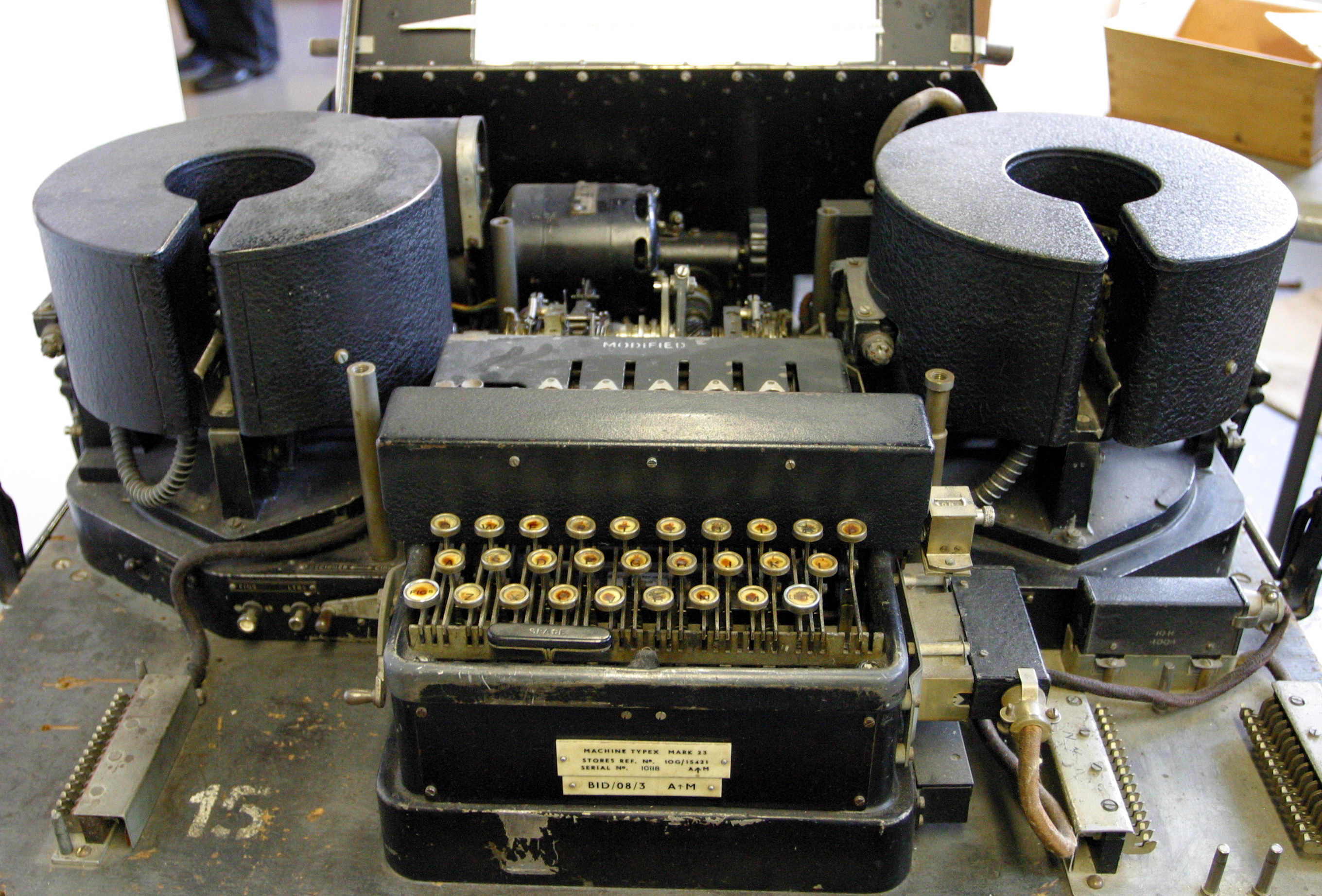
Die TypeX Mark 23 war eine speziell modifizierte TypeX, so dass sie von den Briten als CCM verwendet werden konnte.

Auf britischer Seite wurde die vorhandene TypeX Mark 22 entsprechend modifiziert zur Mark 23 (Bild), so dass sie trotz ihres völlig anderen Aussehens aus kryptographischer Sicht zur CCM/SIGABA identisch war.
Nachdem die CCM für die gemeinsame Marinekommunikation ab dem 1. November 1943 zunächst nur in relativ geringer Stückzahl eingesetzt wurde, diente sie ab April 1944 allen amerikanischen und britischen Teilstreitkräften zur sicheren wechselseitigen Kommunikation. Auch nach dem Krieg wurde sie noch einige Jahre innerhalb der NATO benutzt.

## Sicherheit
Trotz einiger kryptographischer Schwächen, die die CCM zumindest bis Anfang 1944 noch hatte, gelang dem  deutschen „Beobachtungsdienst“ (B-Dienst) kein Einbruch in den auf deutscher Seite unter dem Decknamen „Ulm“ abgefangenen alliierten CCM-Funkverkehr.